# つまさきだち
「つまさきだち」は、 伊藤かな恵の5枚目のシングル。2011年5月25日にMellow Headから発売された。

## 概要
前作「メタメリズム」から約7ヶ月ぶりのリリースであり、2011年唯一のシングル。表題曲「つまさきだち」は、テレビアニメ『そふてにっ』エンディングテーマになっている。
前作はCD+DVDのみだったが、今作でMusic Clipを収録した初回限定盤と、通常盤の2種類の仕様が採用された。

## 収録曲
1. つまさきだち [3:24]
作詞：坂井季乃、作曲・編曲：黒須克彦
2. ここから [4:09]
作詞：伊藤かな恵、作曲：山元祐介、編曲：山田高弘
3. つまさきだち （off vocal）
4. ここから （off vocal）

DVD（初回限定盤のみ）
1. つまさきだち（Music Clip）

## 収録アルバム
| 曲名         | アルバム     | 発売日         |
| ------------ | ------------ | -------------- |
| つまさきだち | ココロケシキ | 2011年11月23日 |